# Erlen-Grübling
Der Erlen-Grübling (Gyrodon lividus) ist eine Pilzart aus der Familie der Kremplingsverwandten (Paxillaceae).

## Merkmale

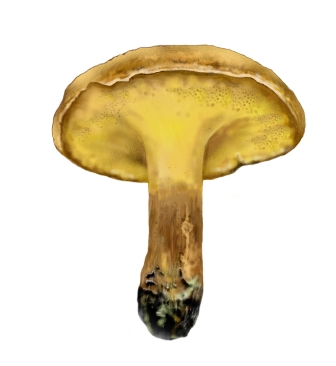
Die Röhrenmündungen auf der Hutunterseite junger Exemplare des Erlen-Grüblings sind klein und mit bloßem Auge kaum sichtbar.

### Makroskopische Merkmale
Der Hut des Erlen-Grüblings hat eine gelbliche bis ockerbräunliche Farbe und wird 3–12 cm breit. Die matte Oberfläche ist fein filzig und normalerweise trocken, kann aber bei hoher Feuchtigkeit etwas schmierig sein. Oft hat es kleine, grübchenartige Vertiefungen auf der Hutoberfläche. Der Hutrand ist jung deutlich eingerollt, im Alter biegt er auf und hat dann eine scharfe Kante. Auf der Unterseite befindet sich das sehr dünne, goldgelbliche Röhrenpolster, das ein gutes Stück am Stiel herabläuft. Es färbt sich mit dem Alter zunehmend oliv. An Druckstellen verfärbt es sich zuerst blau, geht dann aber in ein Braun über. Auch auf der Hutoberfläche verfärbt sich das Fleisch an Druckstellen bräunlich. Die Röhrenmündungen sind jung kaum sichtbar, vergrößern sich aber im Alter und lassen ihre länglich-eckige Struktur sichtbar werden. Die Röhren sind abgestuft, also nicht überall gleich lang. Das Sporenpulver ist ockerbraun. Der Stiel ist wie der Hut gefärbt, bräunt an Druckstellen und ist an der Basis verjüngt. Er hat ein längsfaseriges Muster und ist meistens gekrümmt und kurz. Das Fleisch ist im Hut blass gelblich, wird aber zum Stiel hin bräunlich. Nach Anschnitt verfärbt es von bläulich zu bräunlich, wie es auch auf dem Hut der Fall ist. Es hat manchmal einen säuerlich-herben Geschmack. Der Geruch ist unbedeutend.

### Mikroskopische Merkmale
Die Sporen haben eine elliptische Form, eine glatte Oberfläche und messen 5–7 × 4–5 Mikrometer.

## Ökologie
Wie der Name bereits verrät, wächst der Pilz in der Nähe von Erlen. Mit dieser bildet er als Mykorrhizapilz eine Lebensgemeinschaft. Weil Erlen feuchte, sumpfige Standorte bevorzugen, ist auch der Erlen-Grübling in solchen Gebieten zu finden. Die Fruchtkörper erscheinen von August bis Oktober, manchmal in Massen.

## Verbreitung
Der Erlen-Grübling ist in Europa der wichtigste Vertreter der Gattung Gyrodon. Er ist recht selten, aber weltweit verbreitet, so auch in Amerika und Asien.

## Bedeutung
Der Erlen-Grübling ist essbar, hat jedoch einen geringen Speisewert. Außerdem ist er laut Bundesartenschutzverordnung „besonders geschützt“.